# Rebecca Stephany
Rebecca Stephany (* 28. Dezember 1980 in Wittlich) ist eine deutsche Künstlerin und Designforscherin, die in der künstlerischen Praxis die Grenzen zwischen Kunst und Design sowie zwischen Autonomie und Dienstleistung erforscht. Sie ist seit 2022 Professorin für Redaktionelles Gestalten/Grafikdesign im Studiengang Visuelle Kommunikation an der Kunsthochschule Kassel. Von 2016 bis 2021 war sie Professorin für Kommunikationsdesign an der Staatlichen Hochschule für Gestaltung Karlsruhe.

## Leben und Werk
Rebecca Stephany studierte Grafikdesign an der Hochschule für Gestaltung Offenbach am Main, an der Gerrit Rietveld Academie und am Sandberg Institut in Amsterdam mit einem Stipendium der Rijksakademie Amsterdam. An der Gerrit Rietveld Academie war sie von 2007 bis 2016 Dozentin für Grafikdesign. 2013 besuchte sie das Bard College in New York als Gastkünstlerin.
Ihr Werk reicht von Druckerzeugnissen, Installationen, Videoarbeiten zu Performances. Sie ist als Kuratorin ebenso tätig wir als Autorin. Einer breiteren Öffentlichkeit wurde Rebecca Stephany bekannt durch ihr Symposiums- und Publikationsprojekt „Glossary of Undisciplined Design“, eine Pionierarbeit im Bereich des deutschsprachigen feministischen Grafikdesigns, das sie zusammen mit ihrer Kollegin Anja Kaiser gestaltete, und das 2019 von der Galerie für Zeitgenössische Kunst mit dem INFORM Preis für konzeptionelles Design ausgezeichnet wurde.
In „200 Sisters Souvenirs“ untersuchte sie aus feministischer Perspektive mit den Katalogarchiv des Badischen Kunstvereins. Sie recherchierte über die von 1969 bis 1994 erscheinende, feministische Zeitung „LAVA“ und legte sie zum Teil wieder auf. Unter dem Titel „Defense of Style“ setzte sie sich im Jahr 2018 und 2019 in einem Hochschulseminar mit soziokulturellen Aspekten der Kleidermode und der ihr innewohnenden künstlerischen Inszenierungen nonverbaler Kommunikation auseinander. 
In ihrer Lehre im Bereich Redaktionelles Gestalten an der Kunsthochschule Kassel erforscht und vermittelt Rebecca Stephany eine entsprechend kritische und eigenständige künstlerisch-gestalterische Praxis zwischen Dienstleistung und eigenem Schaffen.